# Ulpiano de Emesa
Ulpiano (em latim: Ulpianus) foi um sofista romano do século IV. Atuou em Emessa e foi autor de vários pátria (Πάτρια), progymnasmata (Προγυμνάσματα) e uma Arte retórica (Τέχνη Ρητορική). Talvez pode ser identificado com o retor homônimo de Antioquia. Também pode ser o indivíduo homônimo que escreveu comentários sobre os 18 discursos de Demóstenes, que sobreviveram de forma interpolada, e o pai de Epifânio.